# Kronblomfluga
Kronblomfluga (Doros profuges) är en tvåvingeart som först beskrevs av Harris 1780.  Kronblomfluga ingår i släktet kronblomflugor, och familjen blomflugor. Enligt den finländska rödlistan är arten nära hotad i Finland. Enligt den svenska rödlistan är arten nära hotad i Sverige. Arten förekommer på Gotland, Öland, Götaland och Svealand. Arten har tidigare förekommit i Nedre Norrland men är numera lokalt utdöd. Artens livsmiljö är friska och torra lundar. Inga underarter finns listade i Catalogue of Life.